# Metal no ferroso
En metalurgia, un metal no ferroso es un metal,   incluyendo aleaciones, que no contiene hierro en cantidades apreciables.
Importantes metales no ferrosos incluyen aluminio, cobre, plomo, níquel, estaño, titanio y zinc y aleaciones como el latón. Los metales preciosos tales como oro, plata y platino y metales exóticos o poco comunes, tales como cobalto, mercurio, tungsteno, berilio, bismuto.
Los metales no ferrosos son los que no contienen hierro, por lo que los metales de aleación, que están libres de hierro, también se consideran no ferrosos. Algunos ejemplos de metales no ferrosos son el aluminio, el latón, el cobre y el acero de tungsteno.

Se usan generalmente en entornos industriales. Ya que tienen un peso más ligero, son beneficiosos, por ejemplo, para construir máquinas donde sea importante la ligereza. Se suelen utilizar cuando la atracción magnética del hierro puede ser una desventaja. Los metales no ferrosos también son ideales para aplicaciones electrónicas y eléctricas.

## Metales no ferrosos pesados
- Estaño (Sn):

Características: su densidad es relativamente elevada, su punto de fusión alcanza los 231 ºCelsius, tiene una resistencia de tracción de 5 kilogramos/mm²; en estado puro tiene un color brillante pero a temperatura ambiente se oxida y lo pierde; a temperatura ambiente es muy blando y flexible, sin embargo al calentarlo es frágil y quebradizo; por debajo de -18 °C se empieza a descomponer convirtiéndose en un polvo gris.
Aleaciones: las más importantes son el Bronce (Cobre y Estaño) y las soldaduras blandas (plomo + estaño con proporciones de estaño entre el 25 % y el 90 %)
Aplicaciones: sus aplicaciones más importantes son la fabricación de hojalata y para proteger el acero contra la oxidación.
- Cobre (Cu):

Características: en la naturaleza se encuentra como cobre nativo, o formando minerales compuestos como la calcopirita, la calcosina, la malaquita y la cuprita; su densidad es de 8,9 kilogramos/dm³; su punto de fusión es de 1083 °C, su resistencia de traccón es de 18 kilogramos/mm²; es dúctil, manejable y posee una alta conductividad eléctrica y térmica.
Aleaciones: las más importantes son el bronce (cobre + estaño), latón que se compone de cobre y cinc. Aplicaciones: campanas, engranes, cables eléctricos, motores eléctricos, etc.
Aleaciones y aplicaciones:
se emplea para endurecer aceros para herramienta (aceros rápidos) y como elemento para la fabricación de metales duros empleados para herramientas de corte.

## Metales no ferrosos ligeros
- Titanio (Ti):

- Densidad: 4,45 kilogramos/dm³ 
- Punto de fusión: 1800 °C.°
- Resistividad: 0,8 W•mm²/m
- Resistencia a la tracción: 100 kg/mm²
- Alargamiento: 5% 
- Aluminio (Al):

- Se obtiene de la bauxita
- Densidad: 2,7 kilogramos/dm³
- Punto de fusión: 660 °C
- Se descubrió en Austria
- Buen conductor de la electricidad y el calor.
Aleaciones y aplicaciones:
Al +Mg: se emplea en aeronáutica y automoción.

## Metales no ferrosos ultraligeros
- Magnesio (Mg):

- Se obtiene de la carlenita, dolomía y magnesita
- Densidad: 1,74 kilogramos/dm³
- Punto de fusión: 650 °C
- En estado líquido y en polvo es muy inflamable; tiene un color blanco parecido al de la plata,es manejable y más resistente que el aluminio.
El magnesio es el tercer metal estructural más comúnmente utilizado, seguido del hierro y el aluminio. Se le ha llamado el metal más ligero de utilidad.
Las principales aplicaciones del magnesio son, en orden: componente en aleaciones de aluminio para moldeado por inyección (aleado con zinc), para eliminar el azufre en la producción de hierro y acero, y la producción de titanio